# Панотия
Панотия (от гръцки пан- „всичко“ и нотос, „южен“ – т.е. „всички южни земи“), известен също като Вендиански суперконтинент, Велика Гондвана и Панафрикански суперконтинент, е относително кратко съществувал неопротерозойски суперконтинент, който се формира в края на Докамбрий по време на Панафриканската орогенеза (650 – 500 млн. години) и се разпада преди 560 млн. години с отварянето на океана Япетус. Панотия се образува, когато Лаврентия е разположен в непосредствена близост до двата големи южноамерикански кратона: Амазонка и Рио де ла плата. Океанът Япетус се образува, като отделя Лаврентия от Балтика, Амазония, и Рио де ла плата.

## Произход
Дж. Д. А. Пайпър (1976) е може би първият, предположил протерозойски суперконтинент, предшестващ Пангея, известен като Родиния. Той просто го нарича „Протерозойски супер-континент“, а значително по-късно го нарича „симетричен, във форма на полумесец, аналог на Пангея“ Палеопангея и все още настоява, че няма нужда от каквито и да е доказателства за Родиния или дъщерния суперконтинент Панотия и редица други хипотетични суперконтиненти от архайски времена.
Наличието на късен протерозойски суперконтинент, различен от Пангея, за първи път е предположен от М.О. МакУилямс през 1981 година въз основа на палеомагнитни данни и разпадането на суперконтинента преди около 625 – 550 млн. години, документирано от Бонд, Никесон и Коминц през 1984 Тяхната реконструкция е почти идентична с тази на Далзиел от 1997 и други.
Друг термин за суперконтинента, който се смята, че е съществувал в края на Неопротерозоя е „Великата Гондвана“, предложен от Стърн през 1994. Този термин показва, че суперконтинента Гондвана, които се образува в края на Неопротерозоя, някога е бил част от много по-голям късно-неопротерозойски суперконтинент.
Панотия е термин въведен от Пауъл през 1995 година, на базата на термина Панотиос първоначално предложен от Стъмп през 1987 година за „цикъл на тектонична активност, общ за континентите Гондвана, който е довел до образуването на суперконтинент.“ Йънг, 1995 предлага преименуване на стария протерозойски суперконтинент Канатия, сега известен като Родиния, като името Родиния се запази за късния неопротерозойски суперконтинент, сега известен като Панотия. Пауъл обаче възразява срещу това преименуване и предлага вместо него да се ползва термина на Стъмп за по-късния суперконтинент. Думата Канатия е на лаврентийските ирокези, от нея произлиза името „Канада“.

## Формиране
Реконструкциите на Родиния са различни, но повечето включват пет елемента:
- Лаврентия или Канадски щит се намира в центъра;
- западният бряг на Лаврентия е към Антарктида и Австралия (или Източна Гондвана);
- източният бряг на Лаврентия е към Амазонския кратон;
- северният бряг е към Балтика;
- Сибир се намира в непосредствена близост до Балтика.

По-малко определената позиция на континенталните блокове включва:
- Западно-Африканският кратон е просто разширение на Амазонския кратон;
- Източна Гондвана е вероятно разделена от океани;
- Катайзия (Индокитай, Севернокитайски и Южнокитайски кратон) е разположен в непосредствена близост до Източна Гондвана в близост до Северния полюс;
- Конго кратонът е разположен на южното крайбрежие на Лаврентия, вероятно отделен от Родиния от океаните Мозамбик и Адамастор.

Формирането на Панотия започва по време на Пан-Африканската орогенеза, когато кратонът Конго попада между северната и южна част на предходния суперконтинент Родиния преди около 750 млн. години. Пикът на планинообразуването е преди около 640 – 610 млн. години, но тези континентални сблъсъци може да са продължили в ранния Камбрий преди около 530 млн. години. Формирането на Панотия е в резултат на завъртането на Родиния отвътре навън.
Когато Панотия се формира, Африка се намира в центъра, заобиколена от останалата част от Гондвана: Южна Америка, Арабия, Мадагаскар, Индия, Антарктида и Австралия. Лаврентия, който „избягва“ от Родиния, Балтика и Сибир са запазили относителните си позиции, които са имали в Родиния. Катайзия и Кимерия (континентални блокове от южна Азия) са разположени по протежение на северните покрайнини на Източна Гондвана. Авалоно-Кадомианските райони (по-късно, ще се превърнат в Централна Европа, Великобритания, Северноамериканския източен бряг и Юкатан) са били разположени по протежение на активните северни покрайнини на Западна Гондвана. Тази орогенеза, вероятно се разширява на север в границата на Урал на Балтика.
Панотия се формира от потискането на външните океани (механизъм наречен екстравертност) над нисък геоид, докато Пангея, се формира от потискането на вътрешните океани (интровертност) над висок геоид Океанската кора, потисната от Панотия, формира суперокеана Мировия, който обгражда Родиния до разпадането му преди 830 – 750 млн. години, и се увеличава по време на късната протерозойска орогенеза, резултат от създаването на Панотия.
Една от основните деформации е сблъсъкът между Източна и Западна Гондвана или Източно-Африканската орогенеза. Транс-Сахарският колан в Западна Африка е резултат на сблъсъка между Източносахарския щит и Западно-Африканския кратон, когато 1200 до 710 млн.-годишни вулканични скали са натрупани по границата на този кратон.

## Разпад
Разпадът на Панотия е съпроводен с повишаване нивото на Световния океан, рязка промяна на климата и химичния състав на океанските води и Камбрийският взрив.
Океанът Япетус започва да се образува при събирането на Панотия, 200 млн. години след разпадането на Родиния. Образуването на Япетус и други камбрийски морета съвпада с първите стъпки в развитието на многоклетъчни мекотели, създавайки безброй разнообразни местообитания за тях, което довежда до така нареченият Камбрийски взрив (бързото развитие на скелетните многоклетъчни).
Трилобитите възникват в Неопротерозоя и започват да се диверсифицират преди разпадането на Панотия (преди 600 – 550 млн. години), както е видно от тяхното повсеместно присъствие във вкаменелости и липсата на алопатрично видообразуване в историята им.